# Lacul Tsimanampetsotsa

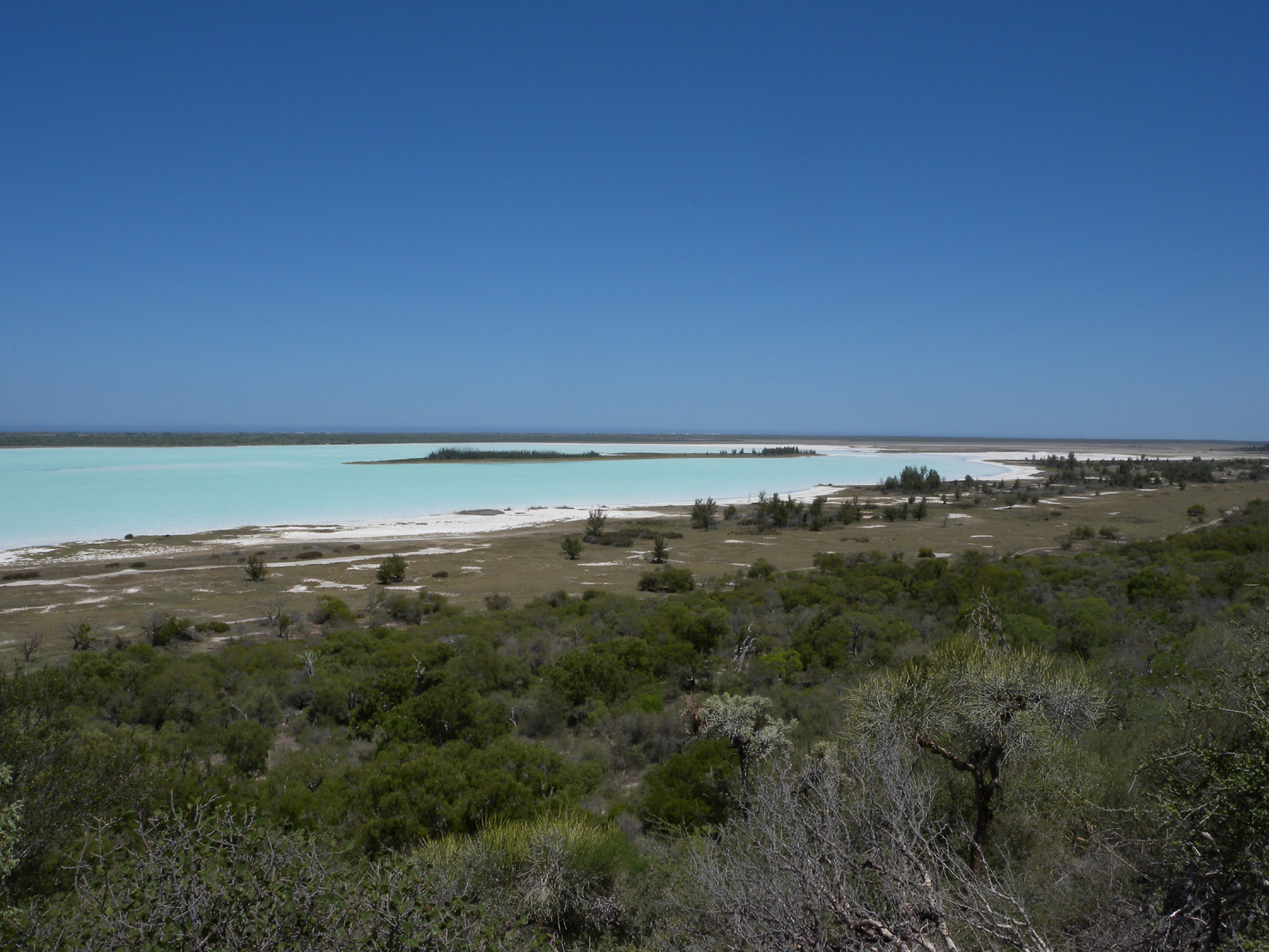
Lacul Tsimanampetsotsa

Lacul Tsimanampetsotsa (în franceză Lac Tsimanampetsotsa) (numit și Lacul Tsimanampesotse) este un lac moderat alcalin din provincia Toliara, în partea de sud-vest a Madagascarului. Acesta este situat în jurul 24°07′S 43°45′E / 24.117°S 43.750°E. Lacul este protejat în Parcul Național Tsimanampetsotsa și se află, de asemenea, într-un sit Ramsar. Situl Ramsar are o suprafață totală de 456 km2 (176 mi2), în timp ce suprafața lacului este mult mai mică.
Numele lacului în malgașâ înseamnă „lac fără delfini”. Este un loc sacru pentru închinare, ceremonii și ritualuri. Tabuurile locale previn poluarea apei. Înotul și utilizarea pirogilor sunt interzise. Apa, noroiul și unele plante din lac sunt folosite în medicina tradițională (Tahirindraza și Marikandia 2015).
Lacul are o lungime de aproximativ 20 km, o lățime de aproximativ 2 km și este destul de puțin adânc (adâncime maximă de aproximativ 2 m). Este situat într-o zonă de colaps a Podișului Mahfaly, într-un bazin evaporit închis, cu stânci de calcar marin eocen la est și o fâșie largă de aluviuni, plafonând averse joase de calcar la vest. Zona este acoperită de depozite de nisip de origine recentă și cuaternară. În pre-istorie, a existat un paleolake aici complet cu drenaj terestru (sedimente deltaice stabilite de un sistem de paleodrainage au fost găsite). Paleolake a fost mult mai mare în dimensiune și adâncime, după cum reiese din liniile de fire care inel marginile exterioare ale bazinului.
Apa este „sodică”, foarte mineralizată și moderat alcalină (pH ~ 8,0) cu concentrații relativ mari de amoniac și fosfat. Concentrațiile de sare se apropie de cele care se găsesc în apa de mare, devenind oarecum diluate în timpul sezonului ploios. Lacul poate fi conectat direct la mare, dar aceasta este o chestiune de presupuneri care nu a fost verificată. Partea de est a lacului primește unele debite de apă dulce și așa are concentrații de sare în mod constant mai mici decât partea de vest. Bazinul este puțin adânc, ceea ce duce la variații dramatice ale suprafeței lacului, cu chiar mici modificări ale nivelului apei. Nivelul apei poate scădea semnificativ în timpul sezonului uscat, rezultând o zonă largă expusă de compartimente hipersaline sezoniere în jurul unui lac micșorat.

## Clima și hidrologia
Lacul Tsimanampetsotsa se află într-o zonă cu un climat semi-arid; temperaturile diurne sunt ridicate, iar precipitațiile scăzute. Se află în cea mai scăzută regiune de precipitații din Madagascar, primind doar 300 mm de ploaie pe an. În plus, cantitatea de precipitații și amplasarea este extrem de imprevizibilă; ploaia cade adesea doar local. Nu există râuri de suprafață aici, iar lacul nu are intrare sau ieșire. Nivelul lacurilor este legat de precipitații, împreună cu unele debite subterane din acvifere situate mai departe în interior. Există o rețea de apă subterană care se află la poalele Podișului Mahfaly, cu trei izvoare permanente (Mande, Andranonaomby și Manava) și numeroase infiltrații și izvoare intermitente. Nivelul lacului crește cu precipitații suficiente și scade atunci când apa se evaporă mai repede decât este reumplută.

## Vegetație
Printre speciile de plante emergente capabile să crească în apa sodică se numără coada de pisică sudică (Typha domingensis) și sedge plat (Cyperus spp.). Viermele de sticlă (Salicornia pachystachya) este una dintre puținele specii care pot tolera salinitatea extremă, deci se găsește de obicei singură pe situri foarte saline. Alte specii tolerante la sare se deplasează pe platouri pe măsură ce nivelul apei se retrage, inclusiv Salsola littoralis, Atripex perrieri, precum și unele ierburi (Sporobolus virginicus, Paspalum vaginatum) și feriga din piele aurie (Acrostichum aureum). Speciile introduse de sheoak de plajă (Casuarina equisetifolia) pot fi găsite în arborete mici de-a lungul țărmului estic.

## Fauna acvatică
Concentrațiile mari de fosfat, provenite din eroziune, sunt considerate a fi principalul factor care limitează diversitatea faunei acvatice. Nu există pește. Nevertebratele aparținând a patru grupuri taxonomice (Annelida, Gastropoda, Crustacea și Insecta) au fost documentate. Bogăția taxonomică a fost la cel mai înalt nivel (15 taxoni) în aprilie (sezonul ploios) și a scăzut la 11 taxoni în august (sezonul uscat). Partea de est a lacului a avut în mod constant mai multe specii decât partea de vest, probabil din cauza concentrațiilor de sare în mod constant mai mici. Crustaceele au fost cele mai răspândite specii. Fauna acvatică documentată în lacul Tsimanampetsotsa este următoarea:
- Annelida (viermi inelați sau segmentați), familia Glossiphoniidae (lipitori fără fălci de apă dulce).
- Specii de gastropode (melci și melci): Planorbis planorbis (Planorbidae) (melci de corn de berbec), Georissa petiti (Hydrocanidae) și Potamopyrgus sp. (Hydrobiidae) (melci noroioși).
- Specii de crustacee (crustacee): Grandidierella mahafalensis (Aoridae) și Halmyrapseudes thaumastocheles (Apseudidae).

Insectele găsite au inclus: muște (Diptera); gândaci, inclusiv nimfa Dytiscidae (gândaci de scufundare) și adulți din familiile Hydroptilidae și Elmidae ; mayflies (Ephemeroptera); gândaci (Hemiptera) din 3 familii (Naucoridae, Veliidae și Notonectidae); libelule din familia Libellulidae și damselflies din familia Coenagrionidae.

## Păsări
Mai mult de 34 de specii de păsări sunt înregistrate din zona lacului. lamingo-urile mai mari (Phoenicopterus roseus) sunt uneori prezente în număr mare și cuibăresc pe lac. Flamingo mai mici (Phoenicopterus minor) au fost, de asemenea, văzute aici. Lacurile și compartimentele saline constituie un habitat important pentru multe specii de păsări de apă amenințate, cum ar fi ploverul madagascan (Charadrius thoracicus) (UV) și sprijină o colonie de reproducere a grebei madagascane (Tachybaptus pelzelnii) (EN).